# Egylevelű fenyő

## Származási helye
Észak-Mexikó, USA délnyugati része. Száraz sziklás hegyoldalak és hegygerincek. Mexikói mandulafenyőnek is hívják.

## Leírása
Terebélyes, kúpos 15 méter magasra megnövő örökzöld fenyő.
Kérge szürke, finoman bordázott.
A levelei tűlevelek, merevek és íveltek, 5 cm hosszúak, kihegyezettek. Egyesével állnak a vaskos, narancsszínű hajtásokon.
A fiatal hajtásokon a sárgás porzós virágzatok és a vörös termős tobozok a nyár elején nyílnak. A toboz 5,5 cm hosszú, zöld amely szürkésbarnára érik. A tobozpikkelyek négyszögletűek.

## Képek

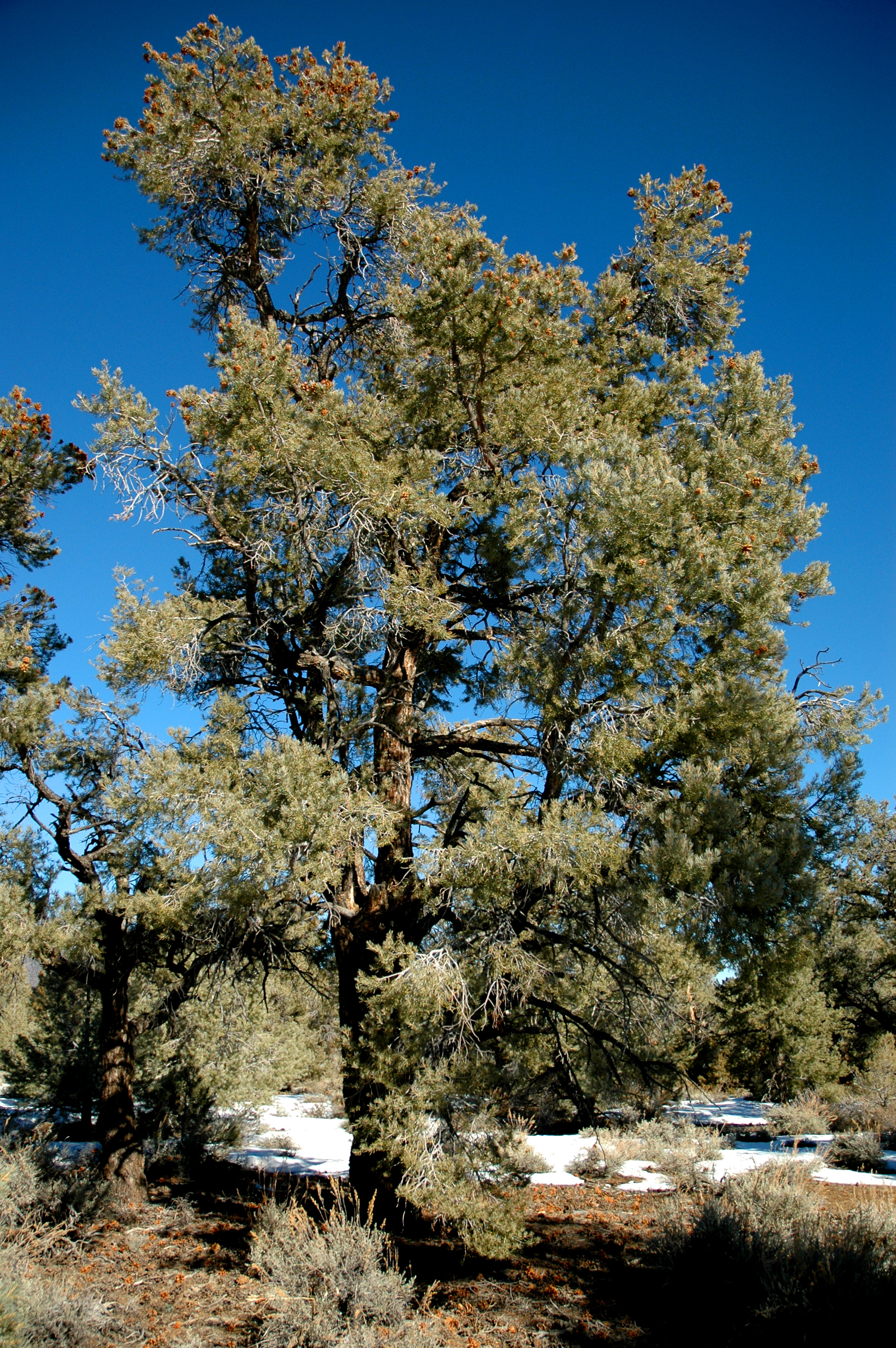
habitusa
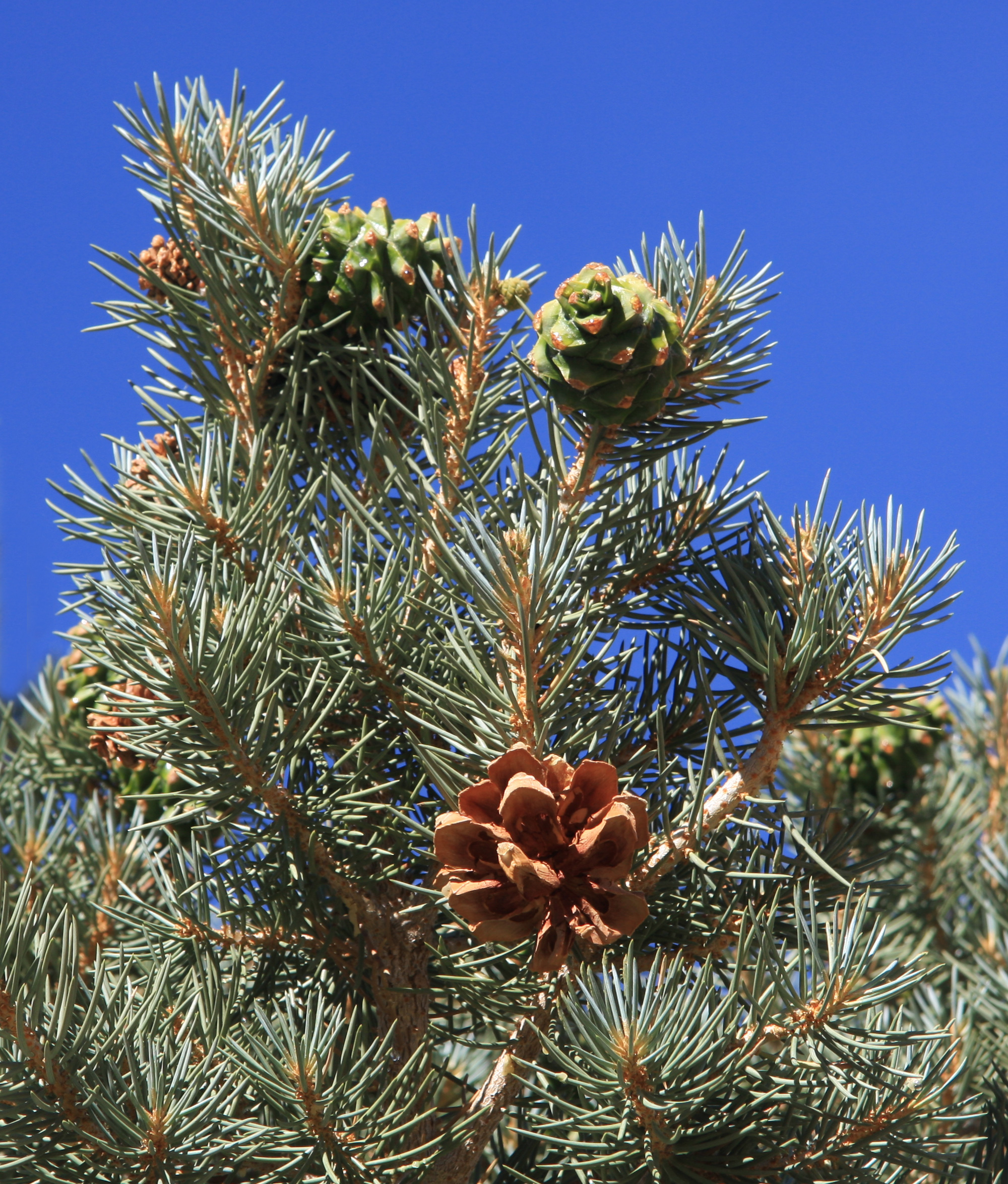
levelei és toboza
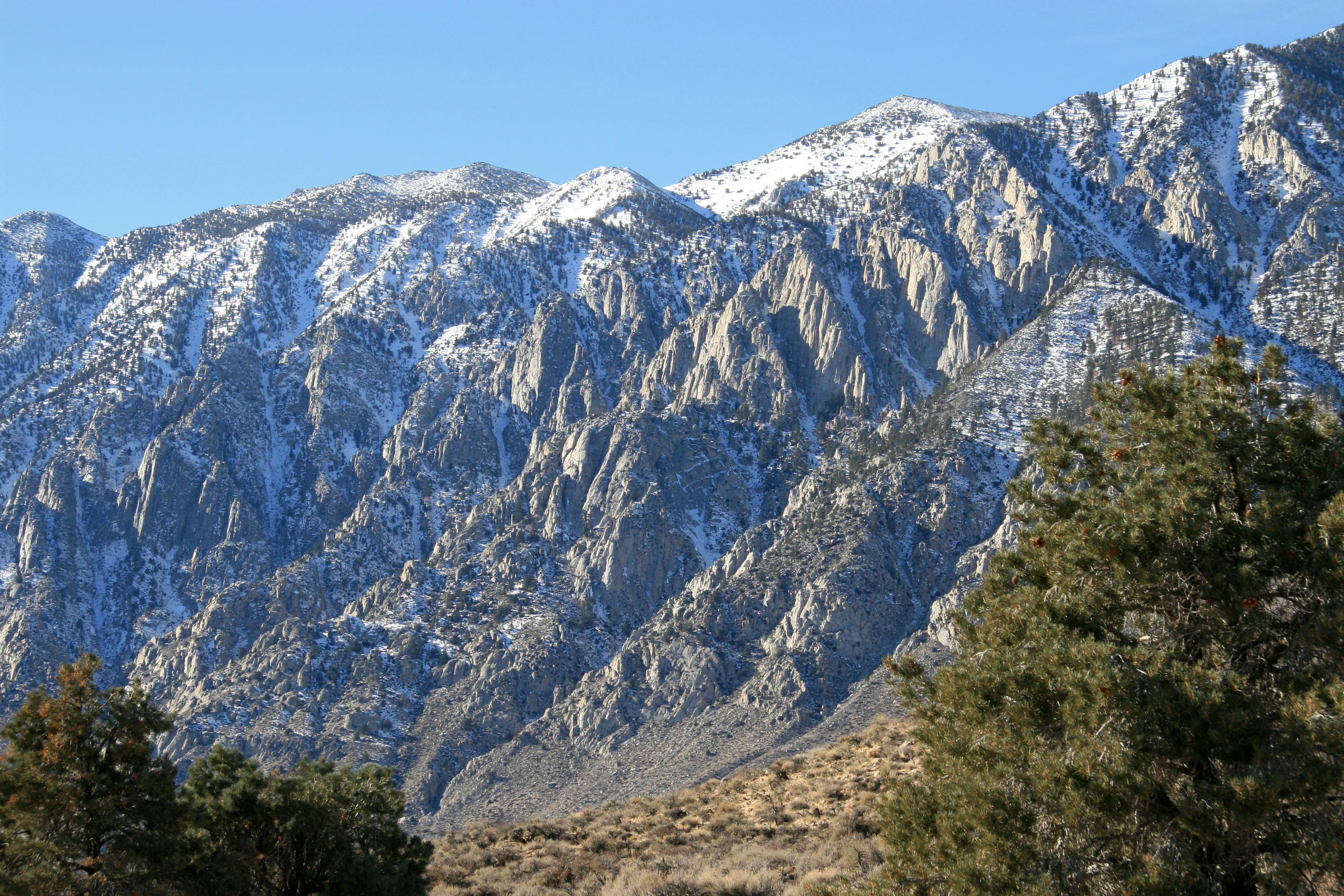
termőhelyén
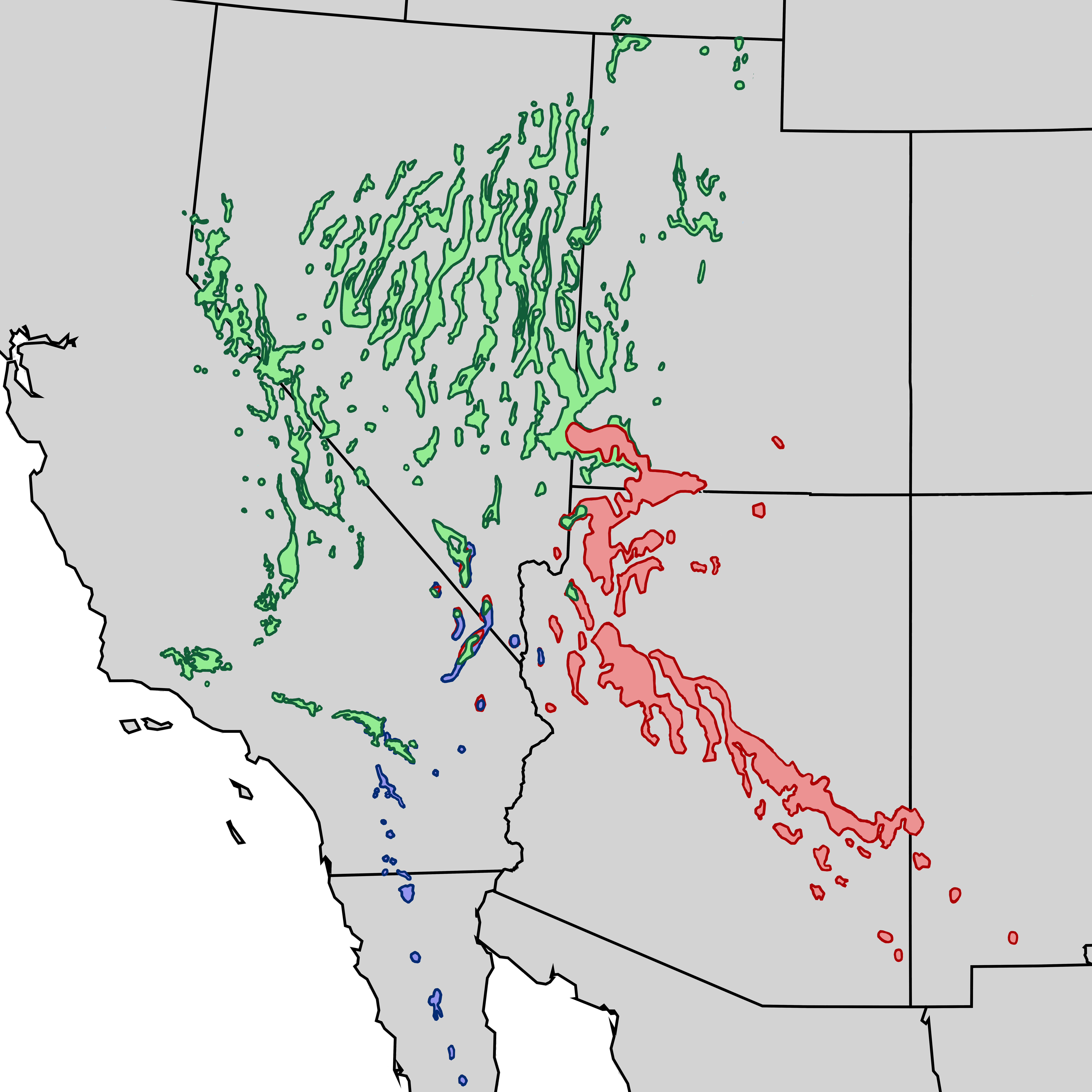
elterjedése